# Sloten (Frise)
Pour les articles homonymes, voir Sloten.
Sloten (en frison : Sleat) est une petite ville de la commune néerlandaise de De Fryske Marren, située dans la province de Frise. 

## Géographie
Située dans le sud de la commune, à 12 km au sud-ouest de Joure, la ville possède une rive sur le lac qui porte son nom.

## Histoire
Sloten est apparue au XIIIe siècle comme colonie près de la maison forte (stins) d'une famille Van Harinxma thoe Slooten, elle était située à un carrefour de la route commerciale de Bentheim à Stavoren. Il existait alors un commerce de fromage, de beurre et de viande. À l'époque, la famille avait de nombreux conflits avec les Vetkopers (nl). De nos jours, on ne trouve plus trace du « stins ». Sloten est mentionnée comme ville sur une charte datée du 30 août 1426. En 1523, la ville fut la dernière forteresse frisonne à tomber aux mains des héritiers des comtes de Hollande. Lors de ce siège, où les troupes frisonnes et gueldroises étaient stationnées, le noble néerlandais Jan II van Wassenaer fut mortellement blessé. Ce noble fut le dernier hollandais à mourir dans la bataille pour la domination de la Frise.

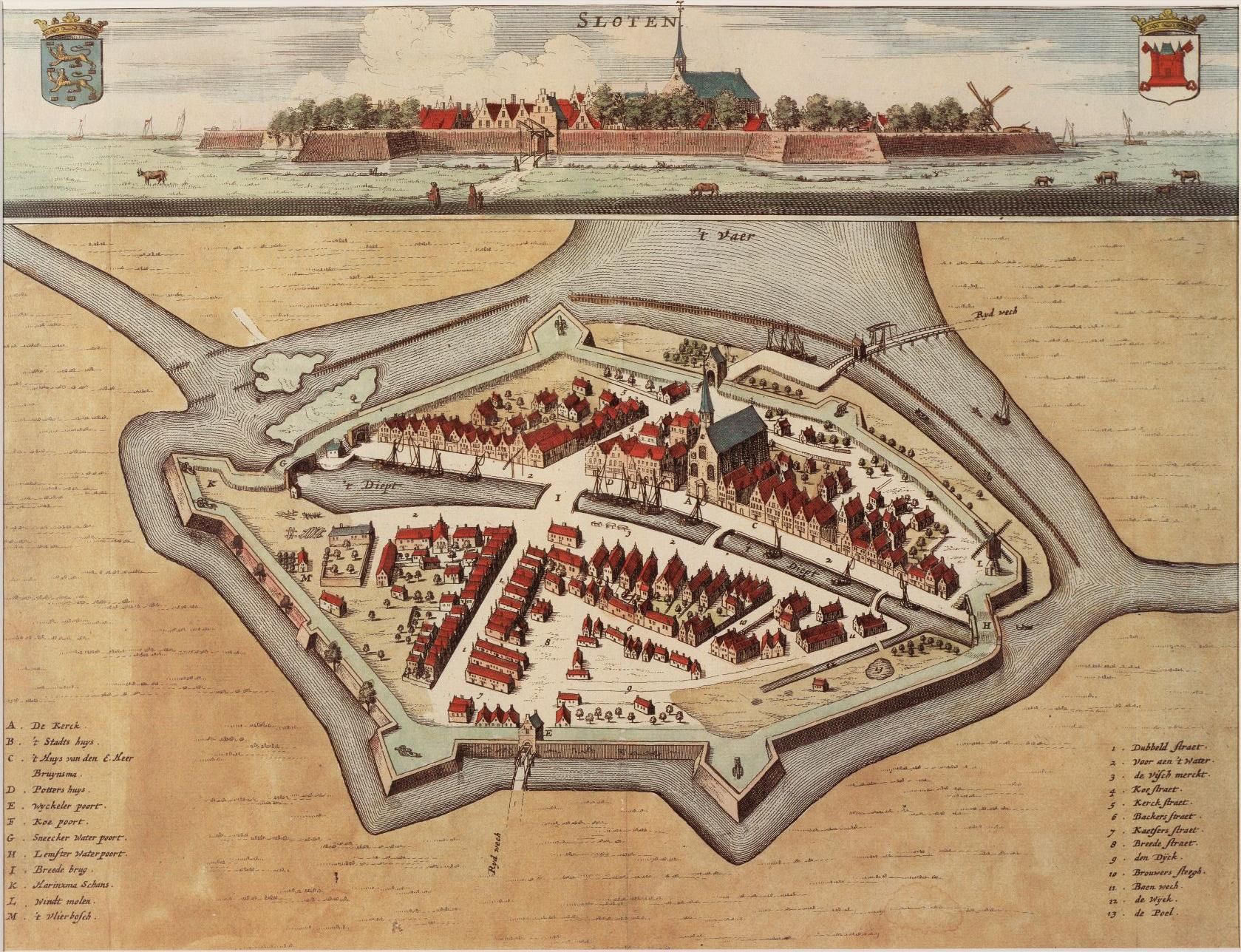
Carte historique et vue de la ville de Sloten en 1664.

Sloten était situé sur l'importante voie navigable de Sneek au Zuiderzee et ainsi de suite jusqu'aux villes hanséatiques sur l'IJssel. Dans cette ville, cette voie croisait la route de campagne allant de l'Allemagne à Stavoren (Starum). Il a ainsi été possible de percevoir des péages et d'exercer un contrôle stratégique sur ce carrefour. La route de campagne passait par Doniawerstal sur le Gaasten (crêtes de sable) via Sloten, où la voie navigable pouvait être aménagée de ponts, jusqu'à Gaasterland et ainsi de suite jusqu'à Stavoren, qui était une grande et importante ville commerciale au Moyen Âge.
Sloten a également joué un rôle clé durant la guerre de Quatre-Vingts Ans. Les Espagnols ont tenté de conquérir la ville en cachant des hommes dans un bateau chargé de fûts de bière. Mais la ruse a échoué. 
À la fin de la Seconde Guerre mondiale, les Allemands font sauter le pont sur l'Ee pour ralentir la progression des troupes canadiennes.
Par la suite, Sloten n'a plus d'importance stratégique. La ville est populaire auprès des amateurs de sports nautiques et des excursionnistes. Une marina a été construite sur le côté sud de la ville dans les années 1970, où se trouvent également plusieurs entreprises actives dans les activités des sports nautiques. Il y a aussi une grande usine dans la ville qui fait partie du groupe Nutreco. L'entreprise produit des aliments d'allaitement pour les jeunes animaux (veaux, porcelets, etc.). Dans les environs de Sloten, il y a beaucoup d'élevage de bovins, qui constituent une base importante pour l'économie locale.
Sloten est une commune indépendante jusqu'au 1er janvier 1984, date à laquelle elle est rattachée à Gaasterland. Cette nouvelle commune change de nom en 1985, pour intégrer également le nom de la ville de Sloten et prend le nom officiel de Gaasterlân-Sleat en frison. Le 1er janvier 2014, Gaasterlân-Sleat fusionne avec Lemsterland et Skarsterlân pour former la nouvelle commune de De Friese Meren, devenue De Fryske Marren en 2015.

## Monuments
Une partie de Sloten est un paysage urbain protégé, l'une des vues protégées de la ville et du village de la Frise. La ville a en partie conservé les remparts d'origine et la structure originale de Sloten a également été préservée presque entièrement. La forteresse a été conçue et construite par le célèbre constructeur de forteresse Menno van Coehoorn, qui est enterré à proximité de Wijckel. Sloten était la ville idéale en termes de forteresse, sa forme ressemble beaucoup à un oignon, la ville est aussi appelée la "sipelstêd" (Ville de l'oignon). Le marché annuel Sipelsneon (Le samedi de l'oignon) se tient chaque année à Sloten.
Plusieurs monuments se situent dans la ville, tels que :
- Les deux portes navigables
- Le cours d'eau "it djip" (Le profond) avec ses maisons de canal.
- Le moulin à farine "De Kaai" de 1755 (jusqu'en 2006 simplement appelé De Korenmolen). Près du moulin se trouve un vieux canon qui est mis à feu tous les vendredis soir en juillet et août par la milice de la ville de Sloten.
- L'ancien hôtel de ville, qui abrite aujourd'hui un musée sur la ville et sur les lanternes magiques.
- Le "Bolwerk" (Le Bastion), les anciens remparts de la ville qui sont en partie arborés.

## Démographie
Le 1er janvier 2018, la ville comptait 715 habitants.

## Galerie

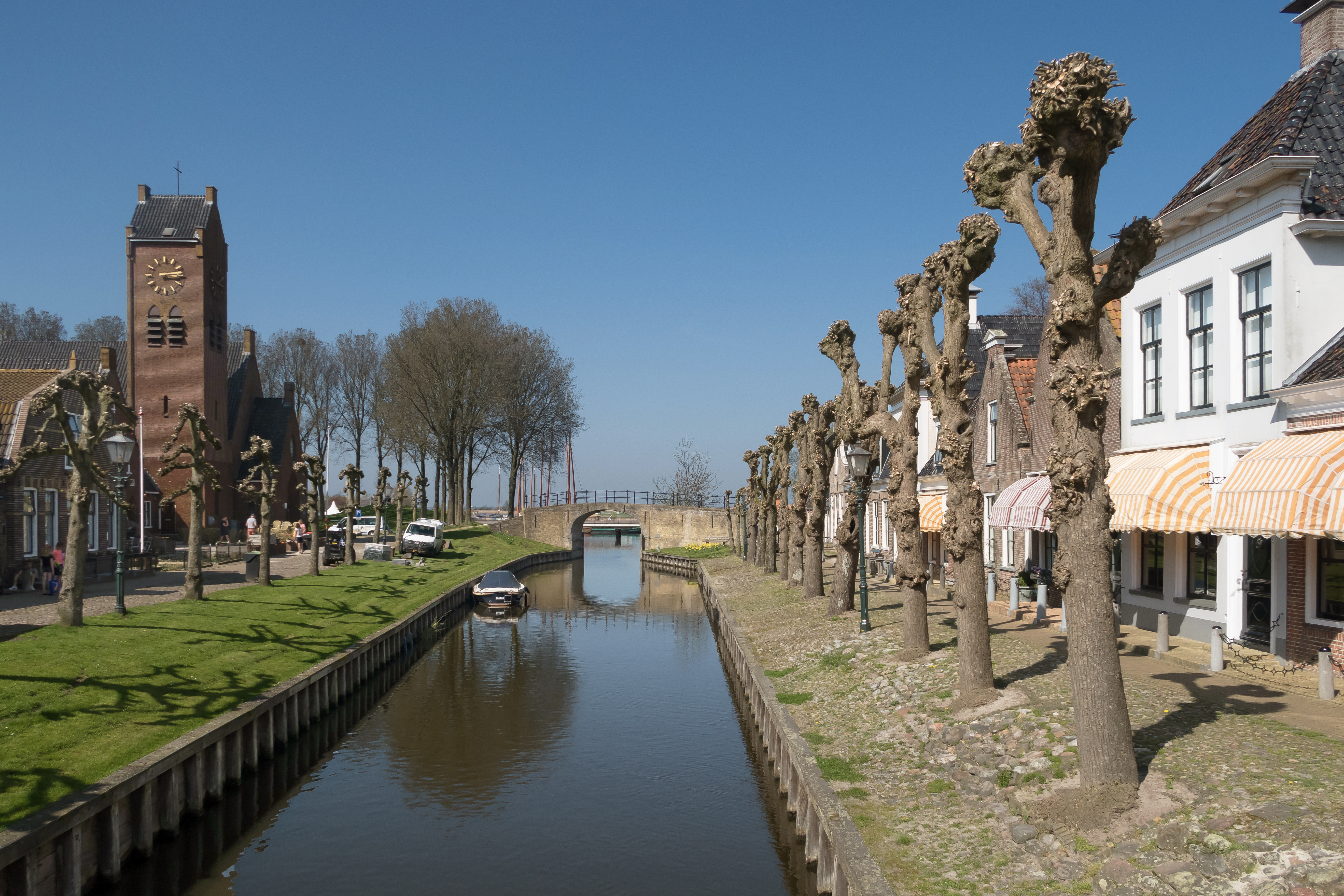
Vue sur la ville du pont Dubbelstraat-Koestraat avec l'église Saint-Frédéric
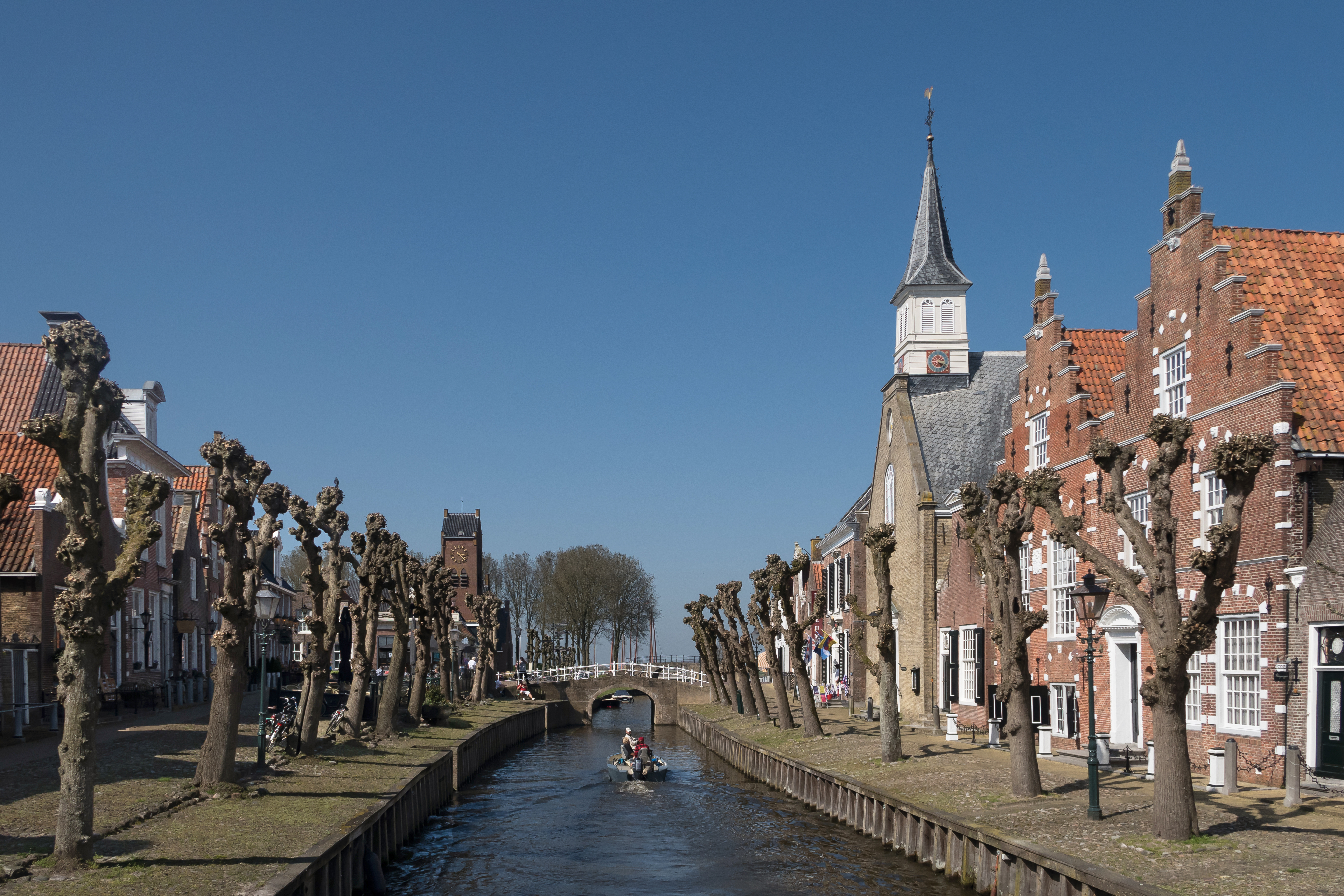
Vue sur la ville du pont Brouwersteeg avec l'église protestante
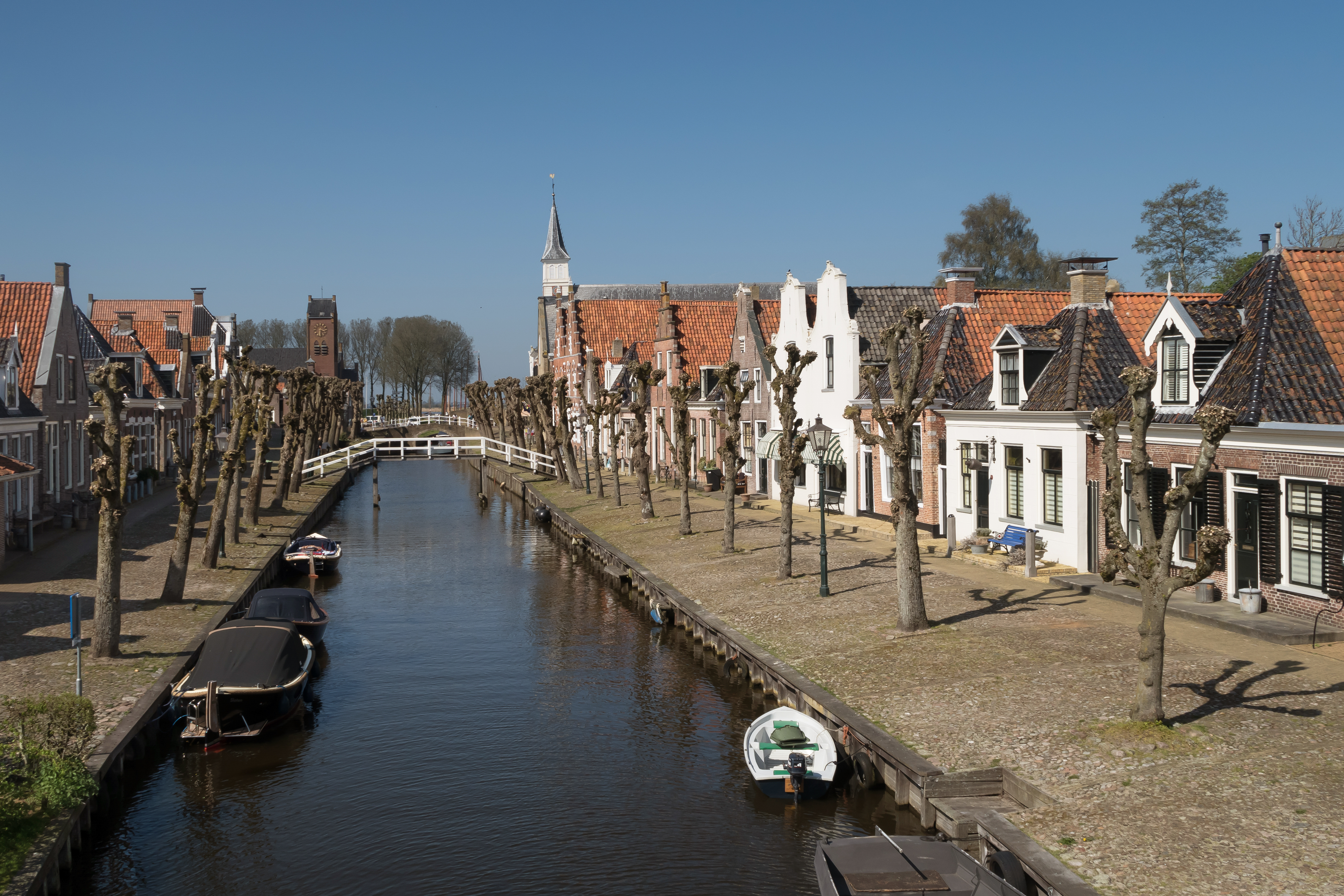
Vue sur la ville de Bolwerk Zuidzijde avec divers monuments sur le Heerenwal et la Voorstreek